# لين اندروز
لين اندروز (بالإنجليزية: Len Andrews)‏ (9 ديسمبر 1888 بريدنغ في المملكة المتحدة - 21 يناير 1969 بساوثهامبتون في المملكة المتحدة) هو لاعب كرة قدم بريطاني (وحمل سابقاً جنسية المملكة المتحدة لبريطانيا العظمى وأيرلندا) في مركز الهجوم. لعب مع نادي ريدنغ ونادي ساوثهامبتون ونادي واتفورد.